# فرودگاه نیروی هوایی سلطنتی گاتو
فرودگاه نیروی هوایی سلطنتی گاتو (به انگلیسی: RAF Gatow) یک فرودگاه نظامی است . این فرودگاه در شهر برلین کشور آلمان قرار دارد و در ارتفاع ۴۹ متری از سطح دریا واقع شده است.